# Epidemia cholery na Haiti (2010)
Epidemia cholery – epidemia, która wybuchła na obszarze Haiti kilka miesięcy po trzęsieniu ziemi, które spustoszyło wyspę 12 stycznia 2010 roku. W wyniku rozprzestrzeniania się choroby zmarło 9403 osób (8927 na Haiti), a na Haiti wprowadzono stan wyjątkowy 22 października 2010 roku. Cholera dostała się z Haiti na Florydę, Wenezuelę, Meksyk, Kubę i Dominikanę.

## Rozwój
Epidemia choroby wybuchła w regionie Artibonite, a 23 października 2010 odnotowano pierwsze przypadki zachorowań w stolicy, Port-au-Prince. Cholera trafiła na Haiti za sprawą nepalskich żołnierzy ONZ. Odkryto, że rury ściekowe w obozie wojsk ONZ były nieszczelne, co mogło przyczynić się do rozwoju epidemii. Podejrzewano, że nepalscy żołnierze wylewali odchody do rzeki Artibonite, która w ostatnich tygodniach wylewała, roznosząc tym samym chorobę. W czerwcu 2011 roku amerykańskie Centrum Zwalczania i Prewencji Chorób potwierdziło, że to nepalscy żołnierze byli odpowiedzialni za wybuch epidemii. Epidemia gwałtownie się rozwinęła w wyniku częstych przerw w dostawie prądu i wody, braku środków higienicznych wśród Haitańczyków oraz zniszczeń w sieci kanalizacyjnej.
Poważnym problemem stała się niedostateczna liczba szpitali. Niektórzy mieszkańcy Haiti mieli do najbliższego szpitala 6 godzin drogi, przez co wielu chorych umierało w wyniku odwodnienia podczas pokonywania trasy. Organizacja Lekarze bez Granic obiecywała zorganizowanie szpitala polowego w wiosce Saint-Marc, gdzie epidemia pochłonęła najwięcej ofiar. Cholerę potwierdzono również w Arcahaie, Limbe oraz Mirebalais. Z czasem wielu Haitańczyków symulowało chorobę, gdyż warunki w szpitalu były lepsze niż w zniszczonych domach.

### Liczba ofiar
| Data       | Liczba zmarłych |
| ---------- | --------------- |
| 22.10.2010 | ok. 220         |
| 26.10.2010 | 259             |
| 11.11.2010 | ok. 900         |
| 14.11.2010 | 917             |
| 16.11.2010 | 1034            |
| 28.12.2010 | ok. 2700        |
| 11.01.2011 | ok. 3500        |
| 06.11.2014 | 9403            |

## Pomoc międzynarodowa
Na Haiti trafiali polscy lekarze-wolontariusze, którzy pomogli w leczeniu chorych. Pomoc finansową zorganizował Polski Czerwony Krzyż. W marcu zagraniczne państwa obiecały przekazać Haiti ponad 3 mld funtów na odbudowę kraju. Do października Haiti otrzymało na odbudowę kraju i walkę z cholerą ok. 465 mln funtów. Według Marka Weisbrota z Centrum Badań Polityki Gospodarczej, gdyby 3 mld funtów na rzecz odbudowy Haiti trafiły od razu do kraju, to prawdopodobnie nie wybuchłaby epidemia.

## Skutki i dalsze wydarzenia
Epidemia cholery na Haiti ma też wiele strat politycznych i społecznych. Również doszło do dużych masowych demonstracji przeciwko rządu. Protestujący także atakowali żołnierzy ONZ. W 2010 roku wybuchły starcia pomiędzy demonstrantami a policją i oddziałami ONZ. Protestujący oskarżyli ONZ o sprowadzenie cholery i żądali ich wyjazdu. W wyniku walk zginęły dwie osoby, a co najmniej 12 zostało rannych. W 2013 roku Haitańczycy pozwali ONZ za rozprzestrzenienie choroby. Pozew złożony przez pięciu Haitańczyków reprezentuje ponad 650 tys. osób, które w różnym stopniu ucierpiały w wyniku choroby. ONZ odrzucił zarzuty.